# Gira mundial de balonmano playa de la IHF
La Gira Mundial de balonmano playa de la IHF (más conocida por su nomenclatura en inglés IHF Beach Handball Global Tour y también por su nombre corto IHF Global Trophy)es un torneo de balonmano playa introducida en 2022 por la Federación Internacional de Balonmano (IHF). 

## Historia
Esta serie de torneo (programados para empezar en el año 2020 y cuya primera competición se disputó en 2022 por la pandemia mundial de COVID-19) pretende popularizar aún más este deporte mediante torneos selectivos entre selecciones nacionales de primer nivel de balonmano playa. Después del Campeonato del Mundo, este es el segundo evento de carácter internacional para las selecciones de balonmano playa. 
El primer torneo con equipos de ambos sexos (participando Alemania, Croacia, Polonia y España) tuvo lugar a principios de julio de 2022 en Gdansk, Polonia. El primer año se trabajó en cuatro torneos, pero se espera que la serie siga creciendo en el futuro.

### Sistema de competición
Los equipos juegan en una ronda todos contra todos durante un fin de semana, los dos mejores equipos de la tabla obtenida de los resultados juegan en una final por la victoria. 
El ganador del Tour Global Anual de Balonmano Playa de la IHF se elige entre varios de estos torneos pequeños y cortos. Los criterios aquí son:
1. El mejor porcentaje de victorias de todo el circuito.
2. Si tienen el mismo porcentaje, los equipos que participaron en mayor número de torneos
3. Si sigue el empate, la mejor posición lograda en un torneo individual.
4. Si continúa el empate, gana el equipo que haya jugado más partidos.[4]

## Resultados

### Competición femenina
| Año  | Sede   | Oro    | Plata    | Bronce   | Cuarto   |
| ---- | ------ | ------ | -------- | -------- | -------- |
| 2022 | Gdansk | España | Alemania | Croacia  | Polonia  |
| 2023 | Doha   | Brasil | Polonia  | China    | Túnez    |
| 2024 | Doha   | Brasil | España   | Alemania | Portugal |

#### Clasificaciones históricas
| Selección | Campeón | Subcampeón |
| --------- | ------- | ---------- |
| Brasil    | 2       |            |
| España    | 1       | 1          |
| Alemania  |         | 1          |
| Polonia   |         | 1          |
| Croacia   |         |            |
| Portugal  |         |            |
| China     |         |            |
| Túnez     |         |            |

### Competición masculina
| Año  | Sede   | Oro     | Plata    | Bronce    | Cuarto   |
| ---- | ------ | ------- | -------- | --------- | -------- |
| 2022 | Gdansk | Croacia | Alemania | Polonia   | España   |
| 2023 | Doha   | Catar   | Brasil   | Dinamarca | Túnez    |
| 2024 | Doha   | Brasil  | Croacia  | Catar     | Alemania |

#### Clasificación histórica
| Selección | Campeón | Subcampeón |
| --------- | ------- | ---------- |
| Croacia   | 1       | 1          |
| Brasil    | 1       | 1          |
| Catar     | 1       |            |
| Alemania  |         | 1          |
| Polonia   |         |            |
| España    |         |            |
| Dinamarca |         |            |
| Túnez     |         |            |

## Enlaces web
- Gira mundial de balonmano playa femenino de la IHF 2022 (inglés)
- Gira mundial de balonmano playa masculino IHF 2022 (inglés)